# فرح بوفادن
فرح بوفادن (ولدت في 11 مارس 1999) هي لاعبة جمباز فني جزائرية متقاعدة. مثلت بلدها فرنسا حتى بداية عام 2015 قبل أن تنتقل لتمثيل الجزائر. شاركت في بطولة العالم للجمباز الفني لعام 2015 في غلاسكو، وتأهلت في النهاية إلى دورة الألعاب الأولمبية الصيفية لعام 2016، حيث احتلت المركز التاسع والخمسين في مرحلة التصفيات من المنافسة بنتيجة 12.533 على القفز، و12.200 على العارضة غير المتساوية، و10.600 على عارضة التوازن، و11.100 على تمرين الأرض.

## روابط خارجية
- فرح بوفدان على موقع الاتحاد الدولي للجمباز (licence) (الإنجليزية)
- فرح بوفدان على موقع الاتحاد الدولي للجمباز (biography) (الإنجليزية)
- فرح بوفدان على موقع اللجنة الأولمبية الدولية (الإنجليزية)
- فرح بوفدان على موقع أوليمبيديا (الإنجليزية)